# 歩み (GReeeeNの曲)
「歩み」（あゆみ）は、GReeeeNの9枚目のシングル。2009年1月28日にNAYUTAWAVE RECORDSから発売。

## 解説
- 前作から約2か月後のリリース。
- 今作は、2か月連続リリースの第2弾シングル。
- 初回盤DVD付・初回限定盤の先着特典は、『2009年 合格祈願「よし、行ってこい！！！」エンピツ』。
- 初回盤のDVDには「歩み」をテーマにしたドラマ『「歩み」〜いざ、なりたい自分へ〜』が収録されている。
- 「太鼓の達人12 ド〜ン！と増量版」と「太鼓の達人13」の「太鼓の達人」2作に収録されている。
- 2010年に美吉田月によってカバーされた（アルバム「Ska Flavor#3」に収録）。

## 収録曲
全作詞・作曲 : GReeeeN
- 1. 歩み (4:14)
ユーキャン 2009年キャンペーンソング
福島中央テレビ『おやすみ天気』テーマソング
  2. あの頃から (3:48)

## 収録アルバム
- 塩、コショウ（#1）
- いままでのA面、B面ですと!?（#1,2）
- いいね!(´・ω・｀)☆（#1、初回盤Aのみ収録）
- ALL SINGLeeeeS 〜& New Beginning〜（#1）

## ドラマ『「歩み」〜いざ、なりたい自分へ〜』
「『「歩み」〜いざ、なりたい自分へ〜』」は、GReeeeNの9枚目のシングル「歩み」をテーマにしたショートドラマ。シングルの初回限定盤にこのドラマが収録されたDVDが同梱されている。テレビやラジオでの放送予定はない。

### キャスト
- テツロウ：里中隼人
- モトヤ：渋谷謙人
- アキオ：君嶋麻耶
- ナオキ：村上剛基
- リユ：杉野希妃
- マイコ：伊勢みはと
- 喫茶店の店員：田中こなつ
- 楽器屋の店長：野口マスト
- 現場監督：星加美菜穂
- 予備校の先生：仲山鉄雄

### ロケ地
- 埼玉県立鷲宮高等学校